# Vionica
Vionica je naseljeno mjesto u općini Čitluk, Federacija BiH, BiH.

## Stanovništvo

### 1991.
Nacionalni sastav stanovništva 1991. godine, bio je sljedeći:
ukupno: 398
- Hrvati - 393
- Muslimani - 3
- ostali, nepoznati i neopredijeljeni - 2

### 2013.
Nacionalni sastav stanovništva 2013. godine, bio je sljedeći:
ukupno: 704
- Hrvati - 667
- ostali, nepoznati i neopredijeljeni - 37